# Округ Клеј (Тексас)
Округ Клеј (енгл. Clay County) је округ у америчкој савезној држави Тексас. По попису из 2010. године број становника је 10.752.

## Демографија
Према попису становништва из 2010. у округу је живело 10.752 становника, што је 254 (2,3%) становника мање него 2000. године.
| Група             | 2000.          | 2010.         |
| Белци             | 10.317 (93,7%) | 9.941 (92,5%) |
| Афроамериканци    | 46 (0,4%)      | 57 (0,5%)     |
| Азијати           | 11 (0,1%)      | 28 (0,3%)     |
| Хиспаноамериканци | 404 (3,7%)     | 467 (4,3%)    |
| Укупно            | 11.006         | 10.752        |